# Zitrullinämie
Die Zitrullinämie (von Citrullin und altgriechisch αἷμα häma, deutsch ‚Blut‘) ist eine sehr seltene angeborene Stoffwechselerkrankung mit Mangel an Argininosuccinat-Synthase, einem Enzym aus dem Harnstoffzyklus.
Synonyme: Argininosuccinat-Synthetase-Mangel; Arginino-Succinat-Synthetase-Mangel; Citrullinämie; englisch CIT; Citrullinuria
Die Erstbeschreibung und Namensgebung stammt aus dem Jahre 1962 durch die kanadischen Ärzte W. C. McMurray, F. Mohuyuddin und Mitarbeiter.

## Verbreitung
Die Häufigkeit wird mit etwa 1 zu 250.000 angegeben, die Vererbung erfolgt autosomal-rezessiv.
Die Erkrankung kann auch im Rahmen eines Syndromes auftreten: Hyperornithinämie-Hyperammonämie-Homozitrullinämie-Syndrom, Synonyme: HHH-Syndrom; ORNT1-Mangel; Ornithin-Translokase-Mangel; Ornithin-Transporter-Mangel; Triple-H-Syndrom.

## Einteilung
Folgende Formen bzw. Typen können unterschieden werden:
- Zitrullinämie Typ I, Synonym: Klassische Zitrullinämie
  - Akute neonatale Zitrullinämie Typ 1, Synonyme: Citrullinämie, akute neonatale, Typ I; Klassische Zitrullinämie Typ 1[5]
  - Adulte Zitrullinämie Typ 1, Synonyme: Citrullinämie, adulte, Typ I; Zitrullinämie Typ 1, spät-beginnende[6]
- Zitrullinämie Typ II, Synonyme: Zitrullinämie, adulte, Typ 2; CTLN2; Citrin-Mangel, adulter
  - Neonatale intrahepatische Cholestase durch Citrin-Mangel[7]

## Klinische Erscheinungen
Klinische Kriterien sind:
- Vermehrung von Citrullin und Orotsäure
- Bei Typ I Verminderung von Arginin, Koma mit Hyperammonämie kurz nach der Geburt
- Bei Typ II milderer Verlauf, häufiger in Japan vorkommend

## Diagnose
Die Diagnose ergibt sich aus der Blutuntersuchung.